# Bombardamento di Alicante

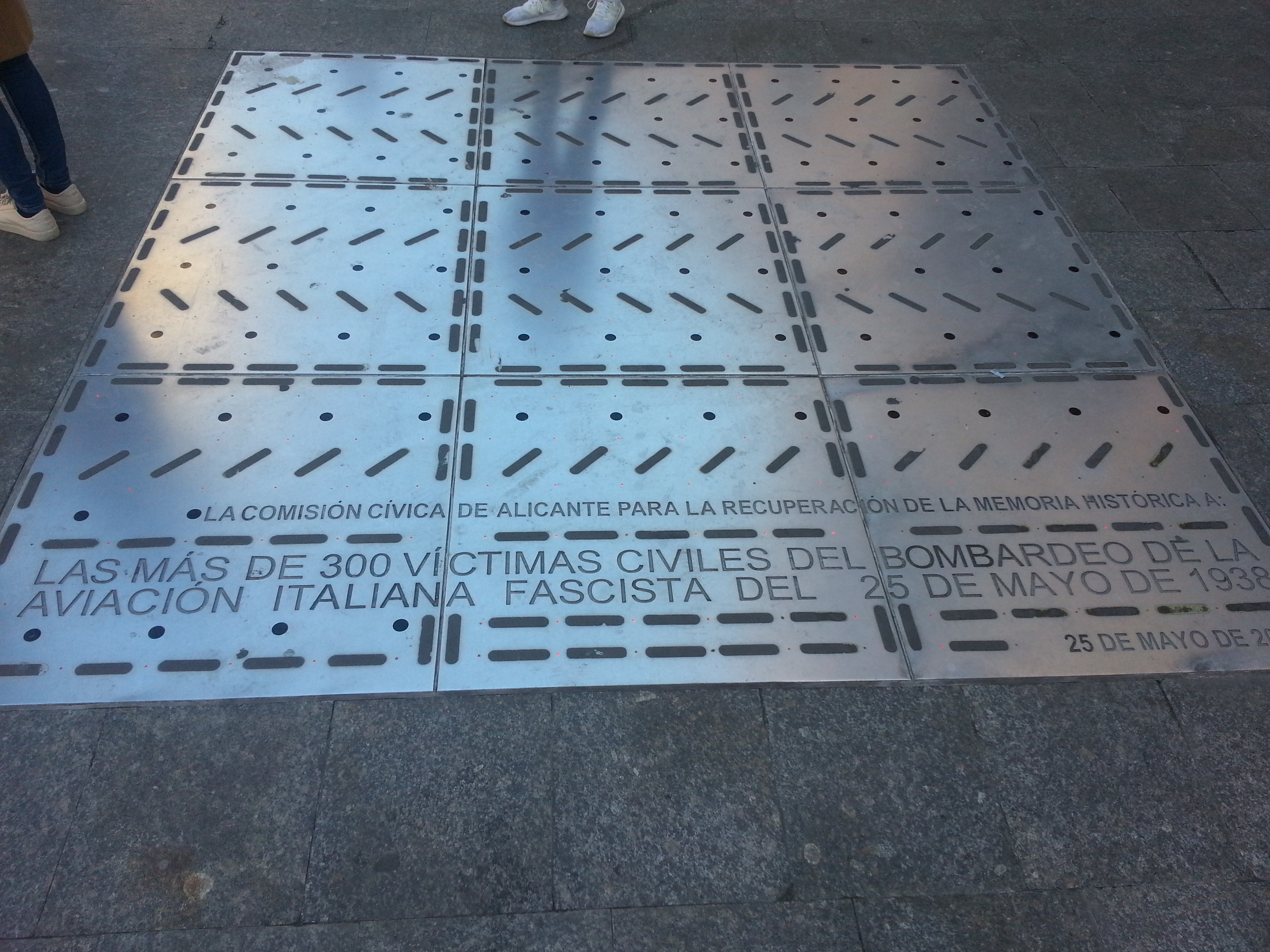
Opera commemorativa posta in Plaza 25 de Mayo, di fronte al Mercado Central di Alicante, luogo della strage

Il bombardamento di Alicante fu un attacco aereo contro l'omonima città spagnola eseguito il 25 maggio 1938. Si trattò di uno dei più letali bombardamenti aerei della Guerra civile spagnola.

## Retroscena
Dopo la Battaglia di Aragona, Francisco Franco voleva eliminare il commercio marittimo repubblicano e distruggere il morale repubblicano e per questo autorizzò l'Aviazione Legionaria italiana e la Legione Condor tedesca a compiere bombardamenti indiscriminati delle città ancora in mano ai Repubblicani. Valencia, Barcellona, Alicante, Granollers ed altre città spagnole furono bombardate.

## Il bombardamento
Il 25 maggio 1938, tra i sette e i nove bombardieri italiani S.M.79 e SM.81 dell'Aviazione Legionaria bombardarono Alicante. L'artiglieria contraerea della città era obsoleta ed il sistema anti-aereo non funzionò. I bombardieri sganciarono novanta bombe e molte di esse caddero nei centri commerciali della città. Ci furono tra i 275 e 393 civili morti (100 uomini, 56 donne, 10 bambini e più di 100 corpi non identificati) e 1000 feriti. Preston disde che c'erano diverse centinaia di civili uccisi.

## Conseguenze
I bombardamenti di Alicante e Granollers, e gli attacchi contro la spedizione britannica provocarono proteste a Londra.